# Плюшевый десант
«Плю́шевый деса́нт» (бел. Плюшавы дэсант) — акция протеста против нарушений свободы слова в Республике Беларусь, проведённая гражданами Швеции 4 июля 2012 года и выразившаяся в сбрасывании с самолёта  на маленьких парашютах над городами Минск и Ивенец игрушечных плюшевых мишек  с прикреплёнными к ним табличками, снабжёнными надписями.

## Ход акции
Утром 4 июля 2012 года с литовского аэродрома Поцюнай (Пренайский район) вылетел лёгкомоторный самолёт Jodel, управлявшийся шведами Томасом Мазетти (40 лет) и Ханной-Линой Фрей (22 года). Поскольку аэродром находится в неуправляемом воздушном пространстве (на нём нет служб, контролирующих полёты, либо дежурного, отмечающего взлёт-посадку), то вылет прошёл незамеченным. Перед тем самолёт простоял на аэродроме три дня.
Около 5 часов 57 минут, на 49-й минуте полёта, самолёт незаконно пересёк, вероятно, в районе «Девянишского выступа» Шальчининкского района, границу с Беларусью (вблизи деревни Барановичи Ивьевского района Гродненской области). Двигаясь на малой высоте (примерно 300—500 метров), он пролетел над деревней Бакшты и городом Ивенец. Достигнув окраин Минска (со стороны ТЭЦ-4), пилоты сбросили мягкие игрушки (небольших плюшевых медведей) с прикрепленными к ним листками, на которых было написано на английском и белорусском языках: «We support the Belarusian struggle for free speech» и «FREE SPEECH NOW» (сбрасывание производилось также над Ивенцом, всего  879 штук.)
Затем самолёт возвратился на тот же аэродром, весь полёт занял около полутора часов. 
Кроме Томаса и Ханна-Лине, были задействованы ещё два человека на земле: один в Беларуси (Пер Кромвелл, он снимал акцию с земли и разместил видео в Сети, а также должен был забрать коллег в случае, если бы самолёту пришлось совершить посадку) и один в Швеции.
Акция была проведена от имени и на средства шведской рекламной фирмы Studio Total, соучредителем которой является Томас Мазетти, в поддержку известного белорусского оппозиционного интернет-сайта «Хартия-97». Агентство Studio Total взяло на себя ответственность за эту акцию, заявив, что таким образом хотело привлечь внимание к ситуации с правами человека в Беларуси. В агентстве подчеркнули, что организовали полет по своей инициативе и не привлекали к организации этого мероприятия белорусских граждан (чтобы не подвергать их опасности).
По словам участников, целью акции было выставить президента Беларуси Александра Лукашенко в смешном виде и тем самым приблизить конец его правления.
Томас Мазетти рассказал, что запланировал акцию год назад. «Мы читали статьи о Белоруссии — все началось с этого. А потом кто-то нам рассказал об оппозиционной политике или, скажем так, скорее о журналисте, который был (возможно) убит. Скорее всего, речь идет о журналисте и редакторе «Хартии-97» Олеге Бебенине, который был обнаружен повешенным на своей даче 3 сентября 2010 года. И мы знаем, что Беларусь — так близко от Швеции. Мне показалось, что этот способ, который избрали для того, чтобы заставить людей Беларуси молчать, очень опасен и плох. «Убивать людей, чтобы заставить других бояться, — плохо», — сказал Мазетти.
Сразу после публикации видеоматериалов полёта Министерство охраны края (Литвы) заявило, что ВВС страны не зафиксировали пересечения литовско-белорусской границы (хотя они и «наблюдали полёт в пограничной зоне с нарушением процедур»); белорусские власти также отрицали как факт «десанта», так и факт вторжения в белорусское воздушное пространство. Министерство обороны Беларуси заявило: «За истекшие сутки нарушения государственной границы Республики Беларусь в воздушном пространстве не было. Все маршруты перелетов воздушных судов отслежены» и «Это была 100-процентная провокация против Беларуси при поддержке иностранных спецслужб. Наши средства ВВС и ПВО не подтвердили нарушения воздушного пространства неизвестным самолетом» (командующий ВВС и войсками ПВО Вооружённых сил Беларуси генерал-майор Дмитрий Пахмелкин); в журнале «Военно-политическое обозрение» было сказано: «„Плюшевый десант“ — не важно, был он или нет — является провокацией иностранных спецслужб, свою роль в которой сыграла и Литва». 
Также Минобороны Беларуси провело анализ опубликованных в Интернете видеозаписей и в официальном сообщении ведомства заявило, что это фальшивка: «Эксперты выявили грубую работу с элементами визуальной фальсификации, что свидетельствует об очевидно провокационном характере данной информации».
То, что несанкционированный полёт все же состоялся, Лукашенко признал лишь 26 июля.

## Реакция
15 июля КГБ Беларуси задержал (о чём было объявлено лишь 7 августа) главного редактора сайта Belarusian News Photos фотографа Антона Суряпина (который первым опубликовал на своём сайте фото медвежат) и риэлтора Сергея Башаримова (к нему обращались по поводу аренды жилья на короткий срок легально въехавшие в Беларусь шведы, с земли наблюдавшие за результативностью «плюшевого десанта»), по обвинению в «пособничестве незаконному пересечению государственной границы».
2 августа представители белорусской оппозиции провели возле здания Оперного театра в Минске акцию солидарности с ними — выставили плюшевых медведей, одетых в полосатые тельняшки, и плакаты с требованием освободить задержанных.
После того как на сайте Change.org Архивная копия от 23 марта 2022 на Wayback Machine появилась петиция с требованием освободить Антона Суряпина и Сергея Башаримова, доступ к этому сайту в Беларуси был на некоторое время закрыт.
17 августа Суряпин и Башаримов были освобождены под подписку о невыезде.
Затем, 31 июля, президент Беларуси Александр Лукашенко освободил от должности командующего ВВС и войсками ПВО Беларуси Дмитрия Пахмелкина и председателя Госпогранкомитета Игоря Рачковского за «ненадлежащее исполнение служебных обязанностей по обеспечению национальной безопасности Республики Беларусь». О неполном служебном соответствии были предупреждены министр обороны Юрий Жадобин и начальник Генерального штаба Вооружённых сил Петр Тихоновский. Был объявлен выговор госсекретарю Совета безопасности Леониду Мальцеву и председателю Комитета государственной безопасности Вадиму Зайцеву. Александр Лукашенко заявил: «Любой, кто решится незаконно пересечь государственную границу, должен быть остановлен. Любыми средствами. В том числе и с помощью оружия. Пограничники должны защищать свою родину».
3 августа стало известно, что белорусские власти отказались продлить аккредитацию послу Швеции Стефану Эрикссону (по обвинению в сотрудничестве с внутренней оппозицией), фактически выдворив его из страны. А ещё через несколько дней, 8 августа, белорусский МИД объявил, что белорусское посольство из Швеции будет отозвано в полном составе (сотрудникам шведского посольства, соответственно, пришлось покинуть Беларусь), хотя министр иностранных дел Швеции Карл Бильд заявил, что шведские власти никак не связаны и никоим образом не санкционировали данную акцию.
КГБ Беларуси предложил Томасу Мазетти и Ханне-Лине Фрей добровольно приехать в Беларусь для дачи показаний в качестве подозреваемых и проведения очных ставок, на что был получен отказ.
Акция также вызвала осложнение в белорусско-литовских отношениях — президент Беларуси потребовал у Литвы объяснений по поводу нарушения границы.
14 августа Генпрокуратура Литвы сообщила, что начато досудебное расследование по поводу незаконного пересечения границы и нарушения правил международных полётов.
Глава МИД Литвы А. Ажубалис сообщил, что литовские и шведские правоохранительные органы ведут совместное расследование. Президент Литвы заявила, что как только дело о пересечении границы Литвы будет доведено до конца, «информация в полном объёме будет предоставлена литовской общественности и шведским правоохранительным органам». Также литовские прокуроры не спешили принять решение, удовлетворять ли просьбу Беларуси об оказании ей правовой помощи в расследовании (это было вызвано опасениями повторения «дела Беляцкого» 2011 года). В январе 2013 года министерство юстиции Литвы направило Швеции просьбу перенять уголовное преследование в связи с незаконным пересечением границы, совершенным шведскими гражданами.
В конце 2012 года организаторы «плюшевого десанта» были удостоены международной рекламной премии Erica Award в номинации «Public Relations».
В январе 2013 года Ханна Фрей, Томаз Мазетти и Пер Кромвелл получили премию «Хартии’97» в области защиты прав человека. Награждение прошло в шведском городе Мальмё, где с участниками акции встретилась редактор «Хартии’97». Было отмечено, что шведские пилоты стали первыми иностранцами, получившими такую премию «за мужество, проявленное в борьбе за права человека в Беларуси».
Расследование незаконного пересечения границы проводилось органами Государственного следственного комитета Республики Беларусь. Согласно его результатам, при пересечении границы самолёт был обнаружен находившимся на границе пограничным нарядом. О данном происшествии наряд доложил дежурному по пограничному посту «Субботники», входившему в состав наряда по охране государственной границы на данном участке. Однако дежурный, в нарушение установленного порядка, по собственной небрежности не передал принятое донесение о наблюдении над государственной границей воздушной цели — летательного аппарата — в подразделение ВВС и войск ПВО и вышестоящему дежурному пограничного отряда. Он был признан виновным по ч.2 ст.453 (Нарушение правил несения пограничной службы) УК Беларуси и приговорён к двум годам лишения свободы.
28 июня 2013 года КГБ Беларуси завершил расследование уголовного дела о несанкционированном пересечении в 2012 году государственной границы республики шведским самолётом. Уголовное преследование в отношении белорусских граждан Антона Суряпина и Сергея Башаримова было прекращено.
В декабре 2015 года Антон Суряпин подал исковое заявление в суд Московского района Минска о возмещении морального вреда. 2 марта 2016 года суд Московского района принял решение возместить журналисту моральный ущерб в размере 8 миллионов рублей.